# FK Chimki
FK Chimki (Russisch: ФК Химки) is een Russische voetbalclub uit Chimki.
De club werd in 1996 opgericht na de fusie van twee amateurclubs Rodina en Novator. Van de meer dan 150 amateurteams die aan de competitie deelnamen zou enkel de kampioen promoveren naar de 4de klasse van Rusland en Chimki werd kampioen. Op 30 januari 1997 werd de club een profclub. Na een tweede plaats promoveerde de club naar de derde klasse.
In 2000 promoveerde de club verder naar de Russische eerste divisie (tweede klasse). In 2005 bereikte de club de finale van de beker en verloor die van CSKA Moskou. In 2006 promoveerde Chimki voor het eerst naar de Premjer-Liga. Na drie seizoenen moest de club een stapje terugzetten. Van 2020 tot 2023 speelde de club opnieuw in de hoogste klasse en opnieuw vanaf 2024.

## Erelijst
- Beker van Rusland

Finalist: 2005

## Eindklasseringen (grafisch) vanaf 1997
| 2 |

| 10 |

| 6 |

| 1 |

| 12 |

| 7 |

| 12 |

| 5 |

| 4 |

| 1 |

| 9 |

| 14 |

| 16 |

| 13 |

| - |

| 13 |

| 16 |

| 3 |

| 4 |

| 1 |

| 11 |

| 13 |

| 9 |

| 2 |

| 8 |

| Premjer-Liga | FNL | 2e divisie | 3e divisie (Reg. Niv. 4) |

## Bekende (oud-)spelers
- Nastja Čeh
- Renat Janbajev
- Dragan Mrdja
- Radu Rebeja
- Andrei Stepanov
- Didier Lamkel Zé

## Trainer-coaches
- Sergej Joeran